# Kenojuak Ashevak
Kenojuak Ashevak, CC (3 de outubro de 1927 — 8 de janeiro de 2013) foi uma artista Inuit canadense.

## Biografia
Kenojuak Ashevak nasceu em um iglu em um campo inuit, Ikirasaq, na costa sul da Ilha de Baffin. Aos três anos de idade, ela perdeu o pai. Em 1952, ela teve que ser tratada por três anos de uma tuberculose em um hospital em Quebec. Muitos de seus filhos e netos não resistiram à doença, assim como seu marido, de 45 anos.
Ela se tornou uma das primeiras mulheres inuit em Cape Dorset a começar a desenhar em 1950. Criou muitas esculturas em pedra-sabão e milhares de desenhos, gravuras, peças de pedra, e estampas - todas procuradas por museus e colecionadores. Ela projetou vários desenhos para os selos e moedas canadenses. Em 2004, começou a projetar o primeiro vitral para capela em estilo inuit.

## Honras
Em 1967, foi nomeada Oficial da Ordem do Canadá.
- Em 1970, a Canada Post colocou sua gravura Enchanted Owl (1960) em um selo para comemorar o centenário dos Territórios do Noroeste.
- Em 1974, foi eleita membro da Royal Canadian Academy of Arts.
- Em 1980, a Canada Post usa sua gravura Return of the Sun  (1961) em um selo de 17 cêntimos como parte de sua série de carimbo Inuit.
- Em 1991, ela recebeu o título Honoris causa da Universidade de Queen's.
- Em 1992, ela recebeu o título Honoris causa da Universidade de Toronto.
- Em 1993, a Canada Post apresentou o desenho The Owl (1969) para a sua série de obras-primas de arte do Canadá.

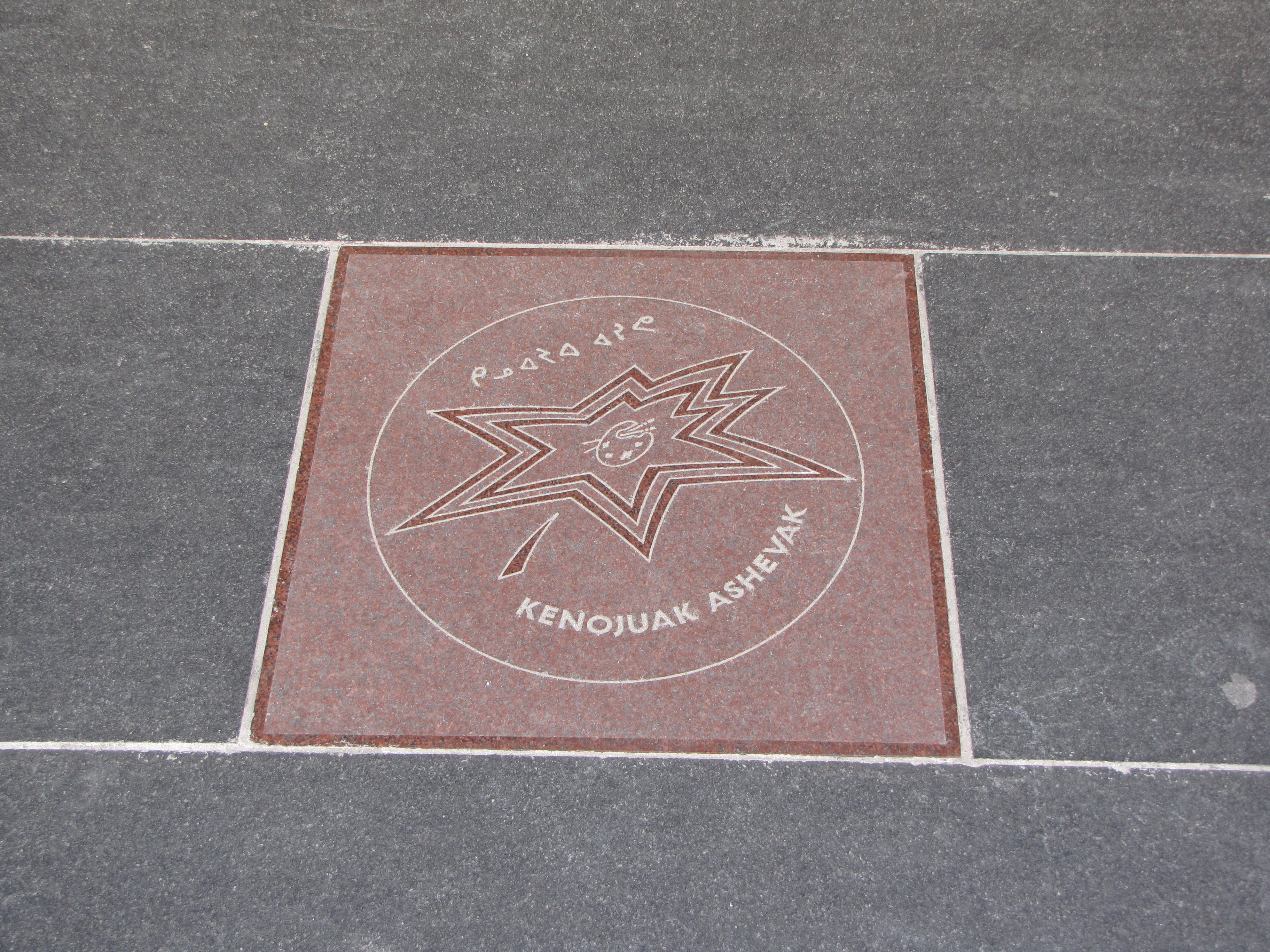
Estrela de Kenojuak Ashevak na Calçada da Fama do Canadá.

- Em 1999, a sua famosa obra, "Red Owl" foi destaque na edição de abril da série Millennium. Sua sigla em inuktitut - ᑭᓇᐊᓯᐃ - aparece à esquerda do desenho. Esta é a primeira vez que a língua aparece em moedas de circulação nacional.
- Em 2001, recebeu uma estrela na Calçada da Fama do Canadá.[2]
- Em 2004, ela criou o primeiro vitral projetado em estilo inuit para a capela John Bell no Appleby College, em Oakville, Ontario.
- Em 2008, recebeu o prêmio de 25 mil dólares do Governor General's Awards in Visual and Media Arts do Canada Council of the Arts.

## Filmes
Em 1963, ela foi apresentada no National Film Board of Canada com o documentário Eskimo Artist: Kenojuak, dirigido por John Feeney, que foi nomeado para um Oscar de melhor documentário de curta-metragem em 1964.